# ハノーバー郡 (バージニア州)
ハノーバー郡（英: Hanover County）は、アメリカ合衆国バージニア州の東部に位置する郡である。人口は10万9979人（2020年）。郡庁所在地は国勢調査指定地域のハノーバーコートハウスであり、同郡で人口最大の町はやはり国勢調査指定地域のメカニクスビルである。
ハノーバー郡はリッチモンド・ピーターズバーグ地域に位置している。都市圏としてはリッチモンド都市圏に属している。

## 歴史

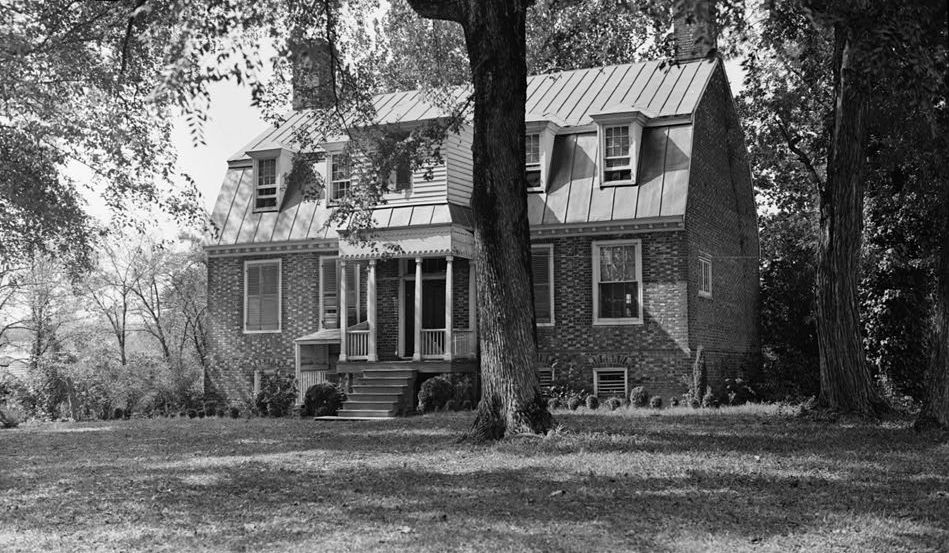
ルーラル・プレーンズ、郡内のリッチモンド国立戦場跡公園にある

ハノーバー郡は1719年11月26日に、セントポールズ教区と呼ばれたニューケント郡の地域に設立された。郡名は、当時イングランド王ジョージ1世 (イギリス王)がドイツのハノーファー選帝侯を兼ねていたので、ハノーファーから採られた。
ハノーバー郡は、独立戦争時の政治家パトリック・ヘンリーが生まれ、その家があった。ヘンリーはルーラル・プレーンズの客室でサラ・シェルトンと結婚したとされている。この家はシェルトン家の家産だったので、シェルトン・ハウスとも呼ばれている。ヘンリーはハノーバー郡庁舎裁判所でパーソンの事件で論述し、イギリス王室が郡内牧師の給料を設定しようとしていることを攻撃した。この歴史あるハノーバー郡庁舎裁判所が郡章に描かれている。また、1820年のミズーリ妥協の起草者である政治家ヘンリー・クレイの生誕地でもある。
ハノーバー郡は州都リッチモンド市の市域と、一番近い所で5マイル (8 km) しか離れていない。しかし、メカニクスビルの町にあるこの最近接点をチカホミニー川が流れている。南北戦争の1862年、半島方面作戦で北軍はリッチモンド市教会の鐘の音を聞くことができる所まで迫ったが、チカホミニー川が大きな障害になることが分かった。北軍の将軍ジョージ・マクレランは、リッチモンド市を守る小勢の南軍を圧倒するために、この川を全軍で渡ろうとして失敗した。リッチモンド市占領に失敗したことで、南北戦争はさらに3年間長引いたとも考えられる。郡内では多くの戦闘が起きた。半島方面作戦の七日間の戦い、1864年オーバーランド方面作戦のコールドハーバーの戦いなどである。
1953年、バークスデール劇団が歴史あるハノーバー・タバーンに設立され、国内最後のディナーシアターとなり、州中部では最初のプロの劇団となった。バークスデールはこのタバーンやリッチモンド市内の数か所で公演を続けている。今日州中部の指導的な劇団と見なされている。
1975年、アミューズメントパークのキングス・ドミニオンがドスウェルにオープンし、郡経済に寄与した。
2007年1月、財団アメリカズ・プロマイズがハノーバー郡を、若者のためのコミュニティ100傑に挙げた。
郡内には法人化された町であるアシュランドがある。この町にはランドルフ・メイコン・カレッジがある。

## 地理
アメリカ合衆国国勢調査局に拠れば、郡域全面積は474平方マイル (1,227.7 km2)であり、このうち陸地473平方マイル (1,225.1 km2)、水域は1平方マイル (2.6 km2)で水域率は0.30%である。
ハノーバー郡は首都ワシントンD.C.から南に90マイル (140 km)、州都リッチモンド市から北に12マイル (19 km) にある。

### 主要高規格道路

#### 州間高速道路
- 州間高速道路95号線
- 州間高速道路295号線

#### アメリカ国道
- アメリカ国道1号線
- アメリカ国道33号線
- アメリカ国道301号線
- アメリカ国道360号線

#### バージニア州道
- バージニア州道2号線
- バージニア州道30号線
- バージニア州道54号線
- バージニア州道326号線

### 隣接する郡
- キャロライン郡 - 北
- キングウィリアム郡 - 北東
- ニューケント郡 - 東
- ヘンライコ郡 - 南
- グーチランド郡 - 南西
- ルイーザ郡 - 西
- スポットシルベニア郡 - 北西

## 人口動態
以下は2000年国勢調査による人口統計データである。
| 基礎データ - 人口: 86,320人 - 世帯数: 31,121 世帯 - 家族数: 24,461 家族 - 人口密度: 71人/km2（183人/mi2） - 住居数: 32,196軒 - 住居密度: 26軒/km2（68軒/mi2） 人種別人口構成 - 白人: 88.32% - アフリカン・アメリカン: 9.34% - ネイティブ・アメリカン: 0.33% - アジア人: 0.79% - 太平洋諸島系: 0.01% - その他の人種: 0.37% - 混血: 0.83% - ヒスパニック・ラテン系: 0.98% 年齢別人口構成 - 18歳未満: 27.1% - 18-24歳: 6.9% - 25-44歳: 30.7% - 45-64歳: 24.8% - 65歳以上: 10.6% - 年齢の中央値: 37歳 - 性比（女性100人あたり男性の人口） - 総人口: 96.9 - 18歳以上: 92.8 | 世帯と家族（対世帯数） - 18歳未満の子供がいる: 39.5% - 結婚・同居している夫婦: 66.4% - 未婚・離婚・死別女性が世帯主: 9.3% - 非家族世帯: 21.4% - 単身世帯: 17.7% - 65歳以上の老人1人暮らし: 6.8% - 平均構成人数 - 世帯: 2.71人 - 家族: 3.07人 収入と家計 - 収入の中央値 - 世帯: 59,223米ドル - 家族: 65,809米ドル - 性別 - 男性: 42,523米ドル - 女性: 30,689米ドル - 人口1人あたり収入: 25,120米ドル - 貧困線以下 - 対人口: 3.6% - 対家族数: 2.5% - 18歳未満: 3.9% - 65歳以上: 5.8% |

## 町
- アシュランド

### 未編入の町
- アトリー
- ビーバーダム
- ドスウェル
- エルモント
- ハノーバーコートハウス - 郡庁所在地
- メカニクスビル
- モンペリエ
- オールドチャーチ
- ロックビル
- スタッドリー

## 教育
郡内には小学校15校、中学校4校、高校4校、オルターナティブスクール1校、技術学校1校がある。雑誌「フォーブス」は生徒の学業成績と生徒当たりの費用の比を比較して、国内トップ50郡にハノーバー郡を挙げた。

## 著名な出身者
- パトリック・ヘンリー、政治家、弁護士
- ヘンリー・クレイ、アメリカ合衆国国務長官、アメリカ合衆国下院議長、ケンタッキー州選出アメリカ合衆国上院議員